# 李元熹
李 元熹（イ・ウォニ、1981年7月19日 - ）は大韓民国の柔道家。階級73kg級。身長172cm。慶尚北道青松郡出身。

## 経歴
2003年のアジア柔道選手権大会、世界柔道選手権大会でともに優勝、2004年アテネオリンピック73kg級で金メダルを獲得。2006年のアジア競技大会でも金メダルを獲得している。現役引退後は女子代表チームの監督を務め、2023年にはグランドスラム・ウランバートルで41歳ながらも現役復帰を果たすが、2回戦で敗れた。

## 主な戦績
66kg級での戦績
- 1999年 - 韓国国際 2位
- 2000年 - 韓国国際 3位
- 2001年 - ロシア大統領杯　団体戦 2位
- 2002年 - フランス国際 2位
- 2002年 - オーストリア国際 優勝
- 2003年 - フランス国際 3位
- 2003年 - ハンガリー国際 優勝
- 2003年 - ユニバーシアード 優勝
- 2003年 - 世界選手権 優勝
- 2003年 - アジア選手権 優勝
- 2003年 - 韓国国際 2位
- 2004年 - ロシア国際 優勝
- 2004年 - アテネオリンピック 優勝
- 2004年 - 韓国国際 優勝
- 2005年 - ドイツ国際 優勝
- 2005年 - 韓国国際 優勝
- 2006年 - 嘉納杯 2位
- 2006年 - フランス国際 3位
- 2006年 - ワールドカップ団体戦 3位
- 2006年 - アジア大会 優勝